# پتروبنگلا
پتروبنگلا (بنگالی: পেট্রোবাংলা) شرکت دولتی نفت بنگلادشی است، که در سال ۱۹۷۲ تأسیس شد.